# WRC 10
WRC 10, также известная как WRC 10 FIA World Rally Championship, — гоночная компьютерная игра, разработанная французской студией Kylotonn и изданная компанией Nacon. Является сиквелом WRC 9 и официальной игрой чемпионата мира по ралли 2021 года. Игра была выпущена на платформах Microsoft Windows, PlayStation 4, PlayStation 5, Xbox One и Xbox Series X/S в сентябре 2021 года, а версия для Nintendo Switch была выпущена в марте 2022 года.

## Разработка и выпуск
WRC 10 была анонсирована в апреле 2021 года в качестве официальной игры чемпионата мира по ралли 2021 года, включающей все этапы сезона, в том числе Ралли Хорватии, Ралли Эстонии, Ралли Ипра и Ралли Каталонии. В честь пятидесятилетнего юбилея чемпионата мира по ралли в игру было добавлено множество автомобилей из прошлых сезонов, начиная с классических автомобилей группы B и заканчивая современными машинами, такими как Alpine A110, Audi Quattro, Lancia Delta Group A, Citroën Xsara WRC. Игра вышла 2 сентября 2021 года на платформах Microsoft Windows, PlayStation 4, PlayStation 5, Xbox One и Xbox Series X/S, а в марте 2022 года была портирована на Nintendo Switch.

## Критика
WRC 10 получила положительные отзывы критиков; средний балл игры на Metacritic составляет 80/100 для Xbox Series, 76/100 для PS5 и 74/100 для Windows. Люк Рейли из IGN похвалил WRC 10 за выбор исторических автомобилей и цветовую гамму игры, однако заявил, что игра не во многом превосходит WRC 9. Тони Поланко из PC GMagazine также похвалил представленные в игре классические автомобили, но раскритиковал юбилейный режим, отметив, что каждый этап был банальным испытанием на время.